# Гоффман (Іллінойс)
Гоффман (англ. Hoffman) — селище (англ. village) в США, в окрузі Клінтон штату Іллінойс. Населення — 439 осіб (2020).

## Географія
Гоффман розташований за координатами 38°32′26″ пн. ш. 89°15′52″ зх. д. / 38.54056° пн. ш. 89.26444° зх. д. (38.540488, -89.264339).  За даними Бюро перепису населення США в 2010 році селище мало площу 1,31 км², уся площа — суходіл.

## Демографія
Згідно з переписом 2010 року, у селищі мешкало 508 осіб у 199 домогосподарствах у складі 143 родин. Густота населення становила 387 осіб/км².  Було 205 помешкань (156/км²).
Расовий склад населення:
| - 97,2 % — білих - 0,8 % — чорних або афроамериканців - 0,2 % — вихідців з тихоокеанських островів |

До двох чи більше рас належало 1,6 %. Частка іспаномовних становила 2,2 % від усіх жителів.
За віковим діапазоном населення розподілялося таким чином: 25,4 % — особи молодші 18 років, 60,6 % — особи у віці 18—64 років, 14,0 % — особи у віці 65 років та старші. Медіана віку мешканця становила 37,9 року. На 100 осіб жіночої статі у селищі припадало 95,4 чоловіків;  на 100 жінок у віці від 18 років та старших — 96,4 чоловіків також старших 18 років.
Середній дохід на одне домашнє господарство  становив 66 414 долари США (медіана — 51 375), а середній дохід на одну сім'ю — 73 992 долари (медіана — 59 583). Медіана доходів становила 45 000 доларів для чоловіків та 35 625 доларів для жінок. За межею бідності перебувало 14,3 % осіб, у тому числі 29,2 % дітей у віці до 18 років та 3,0 % осіб у віці 65 років та старших.
Цивільне працевлаштоване населення становило 223 особи. Основні галузі зайнятості: освіта, охорона здоров'я та соціальна допомога — 24,7 %, роздрібна торгівля — 12,6 %, виробництво — 10,3 %, мистецтво, розваги та відпочинок — 10,3 %.